# Verbindungstechnik (Gerüstbau)
Die Verbindungstechnik umfasst im Gerüstbau alle Verbindungsmittel, die zur lösbaren Verbindung einzelner Gerüstteile eingesetzt werden. Sie unterscheiden sich je nach Gerüstkonstruktion und sorgen für die grundlegenden Zusammenhalt der Tragelemente eines Gerüsts. Da die vertikale und diagonale sowie teilweise auch horizontale Tragstruktur von Gerüsten heute überwiegend aus Rohren besteht, werden fast ausschließlich Rohrverbindungselemente eingesetzt. Genormte Verbindungselemente sind herstellerübergreifend einsetzbar. Andere Verbindungsteilen sind nur zum Einsatz im System des Herstellers vorgesehen. Gerüstkupplungen bestehen überwiegend aus (verzinktem) Stahlguss oder aus Aluminium.

## Montage
Die Verbindungstechnik, wie Kupplungen, Rohr- und Steckverbindungen, Schraub- oder Klemmverbindungen wird im Systemgerüstbau nach der sogenannten Montagelogik montiert. Dahinter verbirgt sich ein standardisiertes Vorgehen beim Aufbau von Gerüsten, welches Montagefehler verhindert. Die Größe der Verbindungselemente wird durch den sogenannten Schlupf bestimmt. Dieser tritt unter Lasteinwirkung an den Verbindungsstellen der Gerüstteile auf und darf einen bestimmten Toleranzbereich nicht über- oder unterschreiten. Ist der Schlupf zu groß, so wird der Kraftfluss in der gesamten Konstruktion beeinflusst das Gerüst verliert an Stabilität und das Gefahrenpotential wird deutlich erhöht.

## Kupplungen
Kupplungen kommen als Verbindungsteile vor allem in Stahlrohr- und Kupplungsgerüsten vor. Hinter dieser Gerüstart verbergen sich Fassadengerüste, die über eine maximale Höhe von 20 bis 30 m verfügen und aus Stahlrohren hergestellt werden. Das Verbindungsprinzip der Kupplung ist, dass die Stahlrohre mittels eines Schraubverschlusses oder durch Verkeilen verbunden werden. Die Traglasten der Kupplungsverbindungen werden durch Reibung übertragen. Da Verbindungstechnik wesentlich die Betriebs- und Arbeitssicherheit bedingt, müssen Kupplungen nach der DIN EN 74 „Kupplungen, Zentrierbolzen und Fußplatten für Arbeitsgerüste und Traggerüste“ hergestellt werden. Sie sind durch den Hersteller prüfzeichenpflichtig. Kupplungen, die außerhalb der Norm hergestellt werden, müssen vom Deutschen Institut für Bautechnik geprüft und zugelassen werden. Auf jedem Kupplungselement findet sich eine Prägung, die Auskunft über die Kupplungsklasse gibt. Je nach Kupplungstyp und -klasse wird unterschieden, für welche Last die Kupplung zugelassen ist.
Der innere Halbschalendurchmesser der Kupplung entspricht dem Außendurchmesser der Gerüstrohre und liegt bei Stahlgerüsten in der Regel bei 48,3 mm.
Die Kupplungen werden heute überwiegend durch Hammerkopfschrauben und Bundmuttern verspannt. Seltener werden Keilverbindungen eingesetzt, bei welchen ein Keil mit einem 500 g schweren Hammer bis zum Anschlag eingeschlagen wird.
Die Muttern der Spannverschlüsse haben für gewöhnlich entweder die Schlüsselweite SW 19 oder SW 22 und müssen mit einem Moment von 50 Nm angezogen werden. Bei einem Schlüssel mit einer Hebelarmlänge von 25 cm bedeutet das, dass eine Kraft von 200 Newton (entspricht der Kraft, die aufgewendet werden muss, um 20 kg zu heben) aufgebracht werden muss, um die Verbindung normgerecht herzustellen.
Kräfte werden in allen Fällen durch die Reibung zwischen dem Rohr und der Kupplungs-Innenfläche übertragen.

### Normalkupplung (Kürzel RA)
Normalkupplungen kommen zum Einsatz, wenn zwei Rohre starr miteinander verbunden werden sollen, die sich im rechten Winkel kreuzen. Dies ist beispielsweise der Fall, wenn Querriegel an Ständer angeschlossen werden sollen. Beim Anschluss der Rohre muss darauf geachtet werden, dass die Rohrenden mindestens 4 cm über die Kupplung hinausragen. Die sogenannte „untergesetzte Kupplung“ kommt zum Einsatz, wenn größere Belastungen sicher aufgenommen werden müssen. Dabei wird die Normalkupplung durch eine untergesetzte Kupplung verstärkt, um die Rutschlast des Anschlusses zu erhöhen. Die Voraussetzungen für eine stabile Verbindung sind hierbei, dass die Kupplungen einander berühren und nur Normalkupplungen der Klasse BB verwendet werden.

### Drehkupplungen (Kürzel SW)

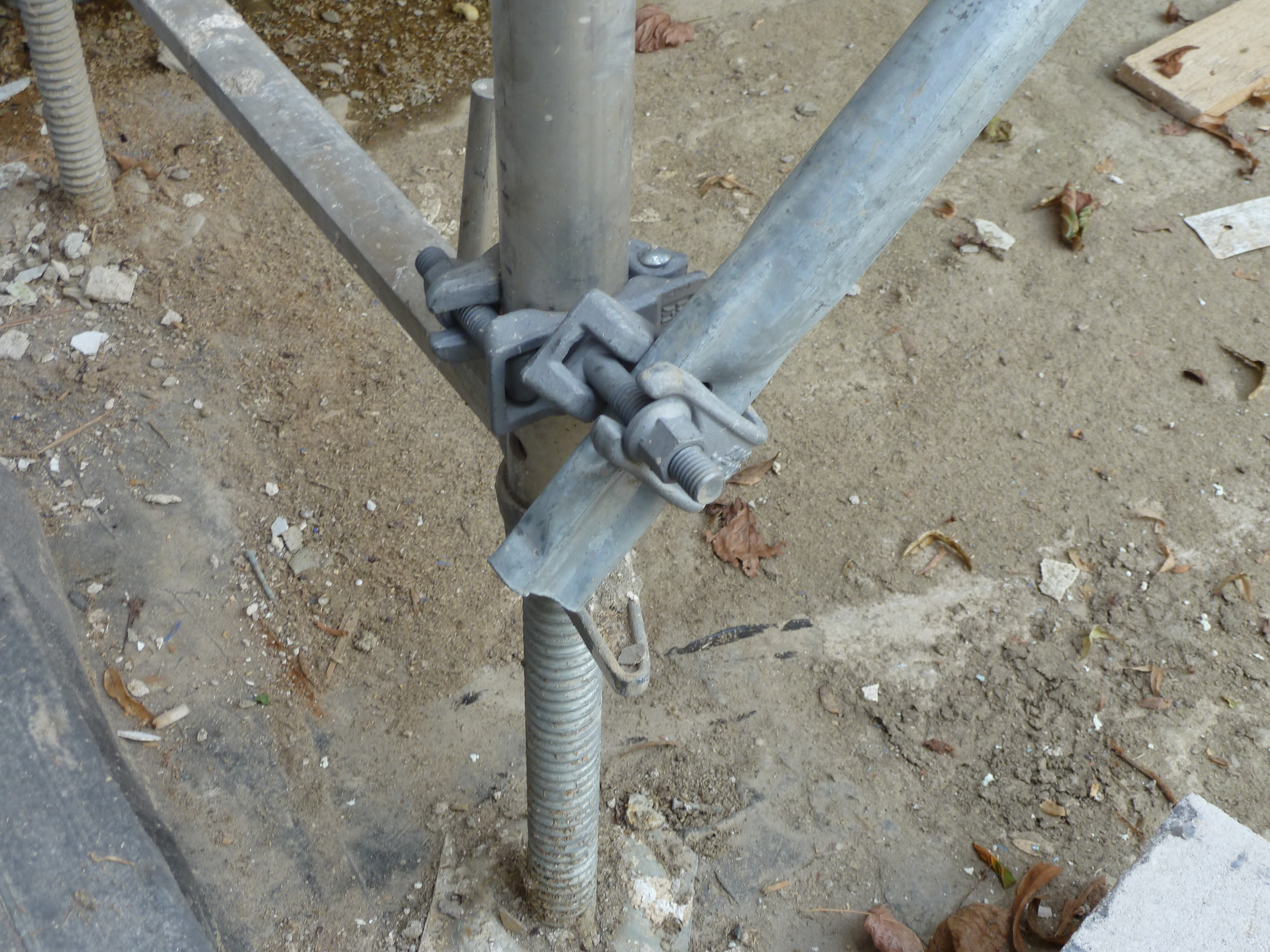
Drehkupplung

Kreuzen sich Rohre im Kupplungs- und Stahlgerüst in einem anderen, als im rechten Winkel, so kommen Drehkupplungen zum Einsatz. Bei dieser Verbindungstechnik werden Rohrauflagerungen über Drehgelenkbolzen verbunden. Sie ist nur für Diagonalstreben zu verwenden, bei denen keine Normalkupplungen angewendet werden können. Außerdem dürfen sie zur Lagesicherung von Zwischenquerriegeln eingesetzt werden.

### Stoßkupplungen (Kürzel SF)
Eine Stoßkupplung wird verwendet, wenn ein Rohr mit einem weiteren Rohr axial verlängert werden soll. Stoßkupplungen werden in der Regel gemeinsam mit einem in die Rohrenden geschobenem Zentrierbolzen, auch Rohrverbinder genannt, eingesetzt. Unterschieden wird zwischen Zugstoßkupplungen und Druckstoßkupplungen. Erstere können an der Verbindungsstelle planmäßig Zugkräfte übertragen, während Letztere der Lagesicherung von Verbindungen dienen, die in erster Linie Scher- und  Druckbelastungen ausgesetzt sind.

### Sonstige genormte Kupplungsarten

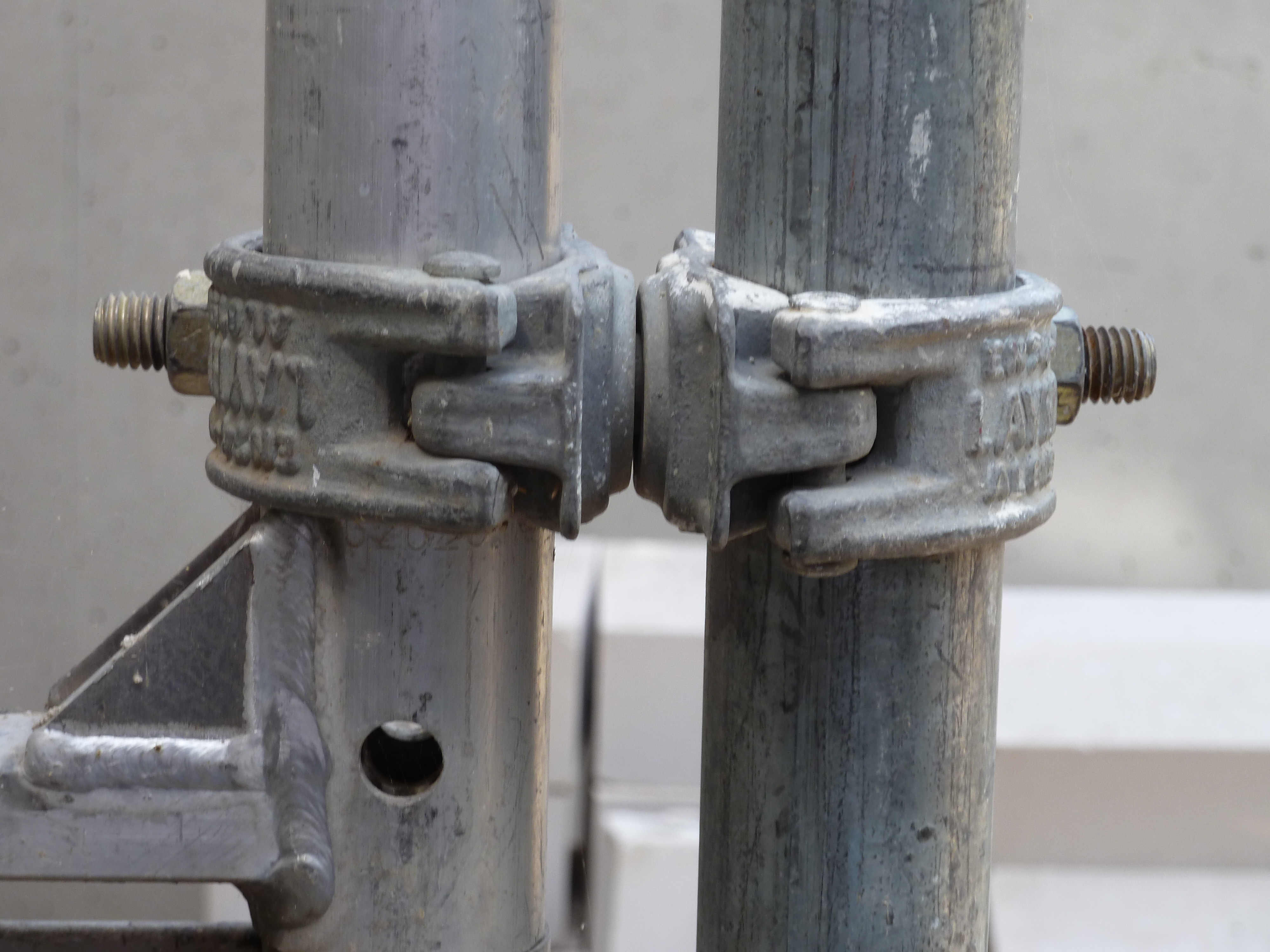
Drehkupplung mit parallel laufenden Rohren. Stattdessen könnte eine Parallelkupplung verwendet werden.

Parallelkupplungen (Kürzel PA) kommen zum Einsatz, wenn parallel verlaufende Gerüstrohre miteinander verbunden werden sollen. Dies ist zum Beispiel bei Doppelständern der Fall.
Sollen Gerüstrohre mit anderen Gerüstteilen, wie Profilen, Holzbauteilen oder Blechen, verbunden werden, so werden Halbkupplungen verwendet.
Kantholzkupplungen besitzen Platten oder Laschen mit Bohrungen, durch welche sie mit Kanthölzer verschraubt werden können.
Hängegerüstkupplungen sind dreifache Klemmvorrichtungen, die Einhängungen von Winkel-, Doppel T und U-Profilen möglich machen.
Soll die Gerüstkonstruktion an Kranhaken transportiert werden, so werden Kranösen verwendet.
Zum Anschluss von Gitterträgern an den Gerüstständer kommen Gitterträgerkupplungen zum Einsatz. Sie werden im rechten Winkel mit einer festen Brücke verbunden.
Viele weitere Sonderkupplungen sind nicht in der DIN EN 74 enthalten, tragen aber eine Kennzeichnung des Deutschen Instituts für Bautechnik: Geländerkupplung, Ankerkupplung, Schwenkkupplung, Kippstiftkupplung, Kombikupplung, Kupplung mit Ringmutter.

## Rohr- und Steckverbindungen

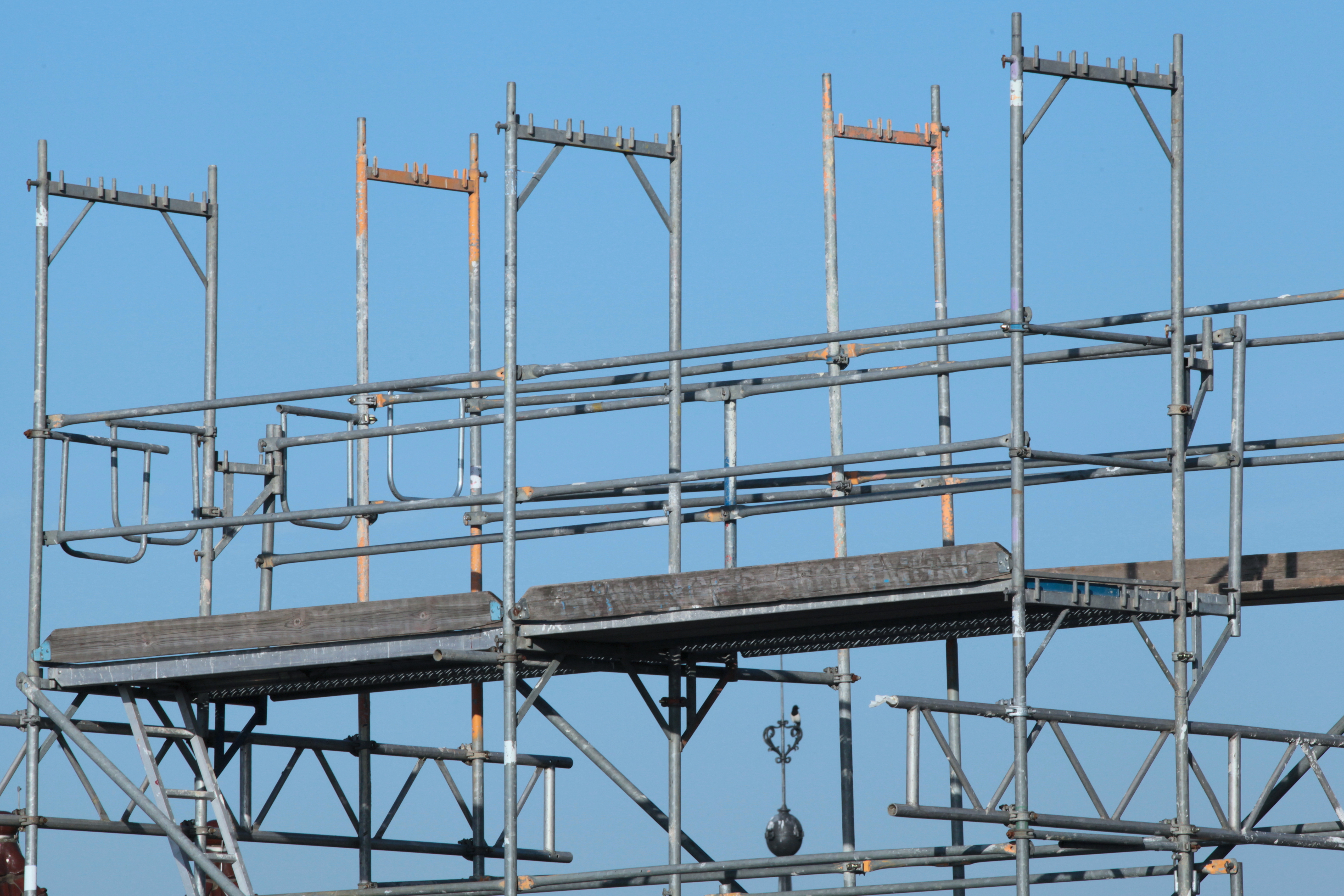
Rahmen-Systemgerüst

Einfache Steckverbindungen kommen primär bei mobilen Schnellgerüsten zum Einsatz. Die Rohre verjüngen sich am oberen Ende, so dass sie durch einfaches Aufeinanderstecken miteinander verbunden werden können. Alternativ besitzen die Rohre am oberen Ende Zapfen. Auf Zapfen oder Verjüngung kann auch das Aufnahmeloch des Belags gesteckt werden. Selbstsichernde Steckverbindungen werden durch Kippstiftverbindungen erzeugt. Die Gerüstbauteile werden hierbei über den Kippstift gelegt. Nach dem Umlegen des Stifts ist die Gerüstverbindung fest arretiert.

## Schraubverbindungen
Eine direkte Schraubverbindung zwischen Gerüstelementen erfordert einen erhöhten Aufwand. Schraubverbindungen kommen in erster Linie bei Traggerüstbau zum Einsatz, bei dem größere Belastungen aufgenommen werden müssen.

## Haken- und Klauenverbindungen
Haken- und Klauenverbindungen lassen sich schnell montieren, sind aber in der Regel nicht zwischen verschiedenen Herstellern kompatibel. Sie übertragen Zug- und Druckkräfte auf Diagonalen und dienen zum Einhängen von Anschlussstäben, Belagteilen oder Geländern.

## Trägerklemmen
Trägerklemmen können nur in begrenztem Umfang Zugkräfte aufnehmen. Eine kraftschlüssige Verbindung wird hierbei durch Anpressdruck und Reibung erreicht. Durch Trägerklemmen werden etwa Flachstählen, Walzprofile und Gerüstteile miteinander verbunden.

## Modulknotenverbindungen
Modulgerüste werden auch als Systemgerüste bezeichnet. Zentrales Verbindungselement ist die Modulknotenverbindung, die an den Ständern des Gerüsts in regelmäßigen Abständen angebracht ist und die Anbringung von bis zu 8 Gerüstbauteilen ermöglicht, ohne dass hierfür weitere Verbindungs-Beschläge benötigt werden. Je nach Gerüstkonstruktion müssen die Riegel im rechten Winkel angebracht werden, in vielen Fällen ist der Winkel aber variabel.